# Gran Premio d'Argentina 1956
Il Gran Premio d'Argentina 1956 fu la prima gara della stagione 1956 del Campionato mondiale di Formula 1, disputata il 22 gennaio sul Circuito di Buenos Aires.
La manifestazione fu vinta dalla Ferrari numero 34 guidata dall'italiano Luigi Musso (sua unica vittoria in carriera) e dal Campione del Mondo in carica Juan Manuel Fangio, al debutto sulla vettura di Maranello dopo il ritiro dalle corse della Mercedes.
Completano il podio il francese Jean Behra e il britannico Mike Hawthorn, entrambi su Maserati.

## Qualifiche
| Pos | N° | Pilota                | Auto               | Squadra                   | Tempo  | Distacco |
| --- | -- | --------------------- | ------------------ | ------------------------- | ------ | -------- |
| 1   | 30 | Juan Manuel Fangio    | Ferrari-Lancia D50 | Scuderia Ferrari          | 1:42.5 | -        |
| 2   | 32 | Eugenio Castellotti   | Ferrari-Lancia D50 | Scuderia Ferrari          | 1:44.7 | +2.2     |
| 3   | 34 | Luigi Musso           | Ferrari-Lancia D50 | Scuderia Ferrari          | 1:44.7 | +2.2     |
| 4   | 4  | Jean Behra            | Maserati 250F      | Officine Alfieri Maserati | 1:45.1 | +2.6     |
| 5   | 12 | José Froilán González | Maserati 250F      | Officine Alfieri Maserati | 1:45.2 | +2.7     |
| 6   | 6  | Carlos Menditeguy     | Maserati 250F      | Officine Alfieri Maserati | 1:45.6 | +3.1     |
| 7   | 2  | Stirling Moss         | Maserati 250F      | Officine Alfieri Maserati | 1:45.9 | +3.4     |
| 8   | 14 | Mike Hawthorn         | Maserati 250F      | Owen Racing Organisation  | 1:47.4 | +4.9     |
| 9   | 36 | Peter Collins         | Ferrari 555        | Scuderia Ferrari          | 1:47.7 | +5.2     |
| 10  | 38 | Olivier Gendebien     | Ferrari-Lancia D50 | Scuderia Ferrari          | 1:50.4 | +7.9     |
| 11  | 10 | Chico Landi           | Maserati 250F      | Officine Alfieri Maserati | 1:52.1 | +9.6     |
| 12  | 8  | Luigi Piotti          | Maserati 250F      | Privato                   | 1:57.9 | +15.4    |
| 13  | 16 | Alberto Uria          | Maserati A6GCM     | Privato                   | -      | -        |

## Gara
| Pos | N° | Pilota                         | Auto     | Giri | Tempo/Causa Ritiro | Pos. griglia | Punti |
| --- | -- | ------------------------------ | -------- | ---- | ------------------ | ------------ | ----- |
| 1   | 34 | Luigi Musso Juan Manuel Fangio | Ferrari  | 98   | 3:00:03.7          | 3            | 4 5   |
| 2   | 4  | Jean Behra                     | Maserati | 98   | +24.4 secs         | 4            | 6     |
| 3   | 14 | Mike Hawthorn                  | Maserati | 98   | +2 Giri            | 8            | 4     |
| 4   | 10 | Chico Landi Gerino Gerini      | Maserati | 92   | +6 Giri            | 11           | 1.5   |
| 5   | 38 | Olivier Gendebien              | Ferrari  | 91   | +7 Giri            | 10           | 2     |
| 6   | 16 | Alberto Uria Óscar González    | Maserati | 88   | +10 Giri           | 13           |       |
| Rit | 2  | Stirling Moss                  | Maserati | 81   | Motore             | 7            |       |
| Rit | 36 | Peter Collins                  | Ferrari  | 58   | Incidente          | 9            |       |
| Rit | 8  | Luigi Piotti                   | Maserati | 57   | Incidente          | 12           |       |
| Rit | 6  | Carlos Menditeguy              | Maserati | 42   | Trasmissione       | 6            |       |
| Rit | 32 | Eugenio Castellotti            | Ferrari  | 40   | Cambio             | 2            |       |
| Rit | 12 | José Froilán González          | Maserati | 24   | Motore             | 5            |       |
| Rit | 30 | Juan Manuel Fangio             | Ferrari  | 22   | Pompa benzina      | 1            |       |

## Statistiche

### Piloti
- 1° e unica vittoria per Luigi Musso
- 18° vittoria per Juan Manuel Fangio
- 1º Gran Premio per Olivier Gendebien, Luigi Piotti e Gerino Gerini
- 1° e unico Gran Premio per Óscar González
- Ultimo Gran Premio per Chico Landi e Alberto Uria

### Costruttori
- 21° vittoria per la Ferrari
- 20ª pole position per la Ferrari

### Motori
- 21ª vittoria per il motore Ferrari (in realtà questo è un Motore V8 costruito dalla Lancia e andrebbe conteggiato Lancia)
- 20° pole position per il motore Ferrari (in realtà questo è un Motore V8 costruito dalla Lancia e andrebbe conteggiato Lancia)

### Giri al comando
- José Froilán González (1-3)
- Carlos Menditeguy (4-42)
- Stirling Moss (43-66)
- Juan Manuel Fangio (67-98)

## Classifica Mondiale
| Pos | Pilota             | Punti |
| --- | ------------------ | ----- |
| 1   | Jean Behra         | 6     |
| 2   | Juan Manuel Fangio | 5     |
| 3   | Mike Hawthorn      | 4     |
|     | Luigi Musso        | 4     |
| 5   | Olivier Gendebien  | 2     |
| 6   | Chico Landi        | 1.5   |
|     | Gerino Gerini      | 1.5   |